# Волусијан
Гај Вибије Волусијан (лат. Gaius Vibius Volusianus; умро августа, 253. године) био је римски цар у периоду од 251. до 253. године.
Био је син Требонијана Гала из брака са Афинијом Гемином Бебином. Имао је и сестру, Вибију Галу.
Након смрти Деција Трајана крајем јуна 251. године, Требонијан Гал је постао римски цар. Он је усвојио сина Деција Трајана, Хостилијана и узвисио га на ранг савладара. Волусијан је тада добио титулу Цезара. Када је Хостилијан умро од куге, Волусијан га је заменио на положају савладара.
Волусијан и Требонијан Гал погинули су у војној побуни 253. године.